# Vriesea menescalii
Vriesea menescalii är en gräsväxtart som beskrevs av Edmundo Pereira och Elton Martinez Carvalho Leme. Vriesea menescalii ingår i släktet Vriesea och familjen Bromeliaceae. Inga underarter finns listade i Catalogue of Life.